# Ken Burns
Kenneth Lauren "Ken" Burns (Brooklyn, Nova York, 29 de juliol de 1953) és un cineasta, director i productor estatunidenc de documentals.
Burns és conegut pel seu estil en documentals, utilitzant originals impressions i fotografies i ha produït diversos aclamats documentals tant biogràfics com històrics. Entre les seves produccions més notables es troben les minisèries a American Civil War (1990), Baseball (1994) i Jazz (2001).
Els documentals de Burns han estat nominats per a dos premis de l'Acadèmia i sis dels seus documentals van ser nominats per a un o més Premis Emmy. Va guanyar tres premis Emmy per The Civil War, Baseball i per Unforgivable Blackness.

## Biografia
Burns va néixer el 29 de juliol de 1953 a Brooklyn, Nova York, fill de Lyla Smith (nascuda Tupper) Burns, biotècnic, i Robert Kyle Burns Jr., aleshores estudiant de postgrau a Antropologia cultural a la  Universitat de Colúmbia a Manhattan. El documentalista Ric Burns és el seu germà petit.
La família acadèmica de Burns es va traslladar amb freqüència. Entre els llocs que anomenaven casa hi havia Sant Veran, França; Newark, Delaware; i Ann Arbor, Michigan, on el seu pare va ensenyar a la Universitat de Michigan. Burns descriu créixer com a hippies a Ann Arbor.
A la mare de Burns li van trobar càncer de mama quan ell tenia tres anys, i va morir quan ell tenia 11 anys, una circumstància que va dir que va ajudar a donar forma a la seva carrera; va acreditar al seu sogre psicòleg, Gerald Stechler, una visió significativa: «Em va dir que tot el meu treball era un intent de fer que la gent que havia anat des de feia temps tornés a viure». Llegit de petit, va absorbir l'enciclopèdia familiar, preferint la història a la ficció.
En rebre una càmera de cinema de 8 mm pel seu 17è aniversari, va rodar un documental sobre una fàbrica d'Ann Arbor. Es va graduar a la Pioneer High School d'Ann Arbor el 1971. Rebutjant la matrícula reduïda a la Universitat de Michigan, va anar al Hampshire College d'Amherst, Massachusetts, on els estudiants es classifiquen a través d'avaluacions narratives en lloc de notes de lletres i on els estudiants creen concentracions acadèmiques autodirigides en comptes de triar una carrera tradicional.
Burns treballava en una botiga de discos per pagar-se la matrícula. Vivint amb tan sols 2.500 dòlars en dos anys a Walpole, New Hampshire, Burns va estudiar amb els fotògrafs Jerome Liebling, Elaine Mayes i altres. Va obtenir la llicenciatura en estudis de cinema i disseny el 1975.

## Florentine films
L'any 1976, Burns, Elaine Mayes i el seu company d'universitat Roger Sherman van fundar una productora anomenada Florentine Films a Walpole, New Hampshire. El nom de l'empresa va ser manllevat de la ciutat natal de Mayes, Florence, Massachusetts. Un altre estudiant del Hampshire College, Buddy Squires, va ser convidat a succeir a Mayes com a membre fundador un any després. Al trio es va unir més tard un quart membre, Lawrence Larry Hott. Hott no es va matricular a Hampshire, però va treballar en cinema. Hott havia començat la seva carrera com a advocat, després d'haver assistit a la Western New England Law School.
Cada membre treballa de manera independent, però publica contingut sota el nom compartit de Florentine Films. Com a tal, les seves empreses subsidiàries individuals són Ken Burns Media, Sherman Pictures i Hott Productions. La filla gran de Burns, Sarah, també treballa a l'empresa des del 2020.

## Carrera
Burns va treballar inicialment com a director de fotografia per a la BBC, la televisió italiana i altres. El 1977, després d'haver acabat uns quants curtmetratges documentals, va començar a treballar en l'adaptació del llibre de David McCullough The Great Bridge, sobre la construcció del pont de Brooklyn. Desenvolupant un estil característic de la realització de documentals en què «va adoptar la tècnica de tallar ràpidament d'una imatge fixa a una altra d'una manera fluida i lineal [i] després va animar els elements visuals amb una narració de primera mà recollida d'escrits contemporanis i recitada per primers actors teatrals i cinematogràfics», Burns va fer el documental Brooklyn Bridge (1981), que va ser narrat per David McCullough, va obtenir una nominació a l'Oscar al millor documental i es va publicar a PBS als Estats Units.
Després d'un altre documental, The Shakers: Hands to Work, Hearts to God (1984), Burns va tornar a ser nominat a l'Oscar per L'estàtua de la llibertat (1985). Burns col·labora sovint amb l'autor i historiador Geoffrey C. Ward, sobretot en documentals com The Civil War, Jazz, Baseball i la sèrie de televisió de 10 parts The Vietnam War (emesa el setembre de 2017).
Burns ha construït una llarga i exitosa carrera dirigint i produint documentals de televisió i minisèries documentals ben rebuts. La seva obra cobreix temes diversos com l'art (Thomas Hart Benton, 1988), els mitjans de comunicació (Empire of the Air: The Men Who Made Radio, 1991), els esports (Beisbol, 1994, actualitzat amb 10th Inning, 2010), història política (Thomas). Jefferson, 1997), música (Jazz, 2001; Country Music, 2019), literatura (Mark Twain, 2001; Hemingway, 2021), ecologista (The National Parks, 2009) i guerra (el documental de 15 hores de la Segona Guerra Mundial The War, 2007; The Civil War, 1990, que All Media Guide diu que «molts consideren la seva obra mestra»).
El 2007, Burns va arribar a un acord amb PBS per produir treballs per a la xarxa fins a la següent dècada. Segons una peça de 2017 a The New Yorker, Burns i la seva companyia, Florentine Films, han seleccionat temes per a documentals que s'estrenen el 2030. Aquests temes són la música country, la Clínica Mayo, Muhammad Ali, Ernest Hemingway, la revolució americana, Lyndon B. Johnson, Barack Obama, Winston Churchill, el sistema de justícia penal estatunidenc i la història afroamericana des de la Guerra Civil fins a la Gran Migració. El 5 d'abril de 2021, Hemingway, un documental de tres episodis i sis hores, una recapitulació de la vida, els treballs i els amors de Hemingway, va estrenar-se al Public Broadcasting Service, coproduït i dirigit per Burns i Lynn Novick.

## Vida personal
El 1982, Burns es va casar amb Amy Stechler. La parella va tenir dues filles, Sarah i Lilly. El seu matrimoni va acabar en divorci el 1993.
El 2017 Burns residia a Walpole, New Hampshire. Ell i Julie Deborah Brown, filla de Leslie Mundjer i el vicepresident sènior de Smith Barney, Richard Brown, i fillastra d'Ellen Brown, es van casar el 18 d'octubre de 2003. Julie Deborah Brown va fundar  Room to Grow, una organització sense ànim de lucre que proporciona ajuda als nadons en situació de pobresa. Tenen dues filles.
Burns és un descendent de Johannes de Peyster Sr. a través de Gerardus Clarkson, un metge de la Guerra d'Independència dels Estats Units de Filadèlfia, i és un parent llunyà del poeta escocès Robert Burns. El 2014, Burns va aparèixer a Finding Your Roots de Henry Louis Gates on va descobrir que era descendent d'un propietari d'esclaus del sud profund, a més de tenir un llinatge que es remunta als colons americans lleials durant la revolució americana.
Burns és un àvid col·leccionista d'edredons. Al voltant d'un terç dels edredons de la seva col·lecció personal es van mostrar al The International Quilt Study Center & Museum de la Universitat de Nebraska del 19 de gener al 13 de maig de 2018.
Quan li van preguntar si mai faria una pel·lícula sobre la seva mare Lyla, Burns va respondre: «Totes les meves pel·lícules parlen d'ella. No crec que pugui fer-ho directament, per la intensitat que és dolorosa».
Burns és un solucionador habitual dels mots encreuats del New York Times. Diu: «no hi ha hagut un dia que no hagi fet el trencaclosques del New York Times» des que vaig aparèixer al documental de 2006 Wordplay.
Actualment viu a Walpole, Nou Hampshire, amb la seva esposa Julie i les seves tres filles.
El germà de Burns, Ric Burns, és també un cineasta de documentals conegut, els treballs del qual han aparegut a la televisió per més de dues dècades i amb gran reconeixement. Ric Burns és conegut, per la seva sèrie per a la PBS anomenada New York: A Documentary Film.

### Política
Burns és un partidari del Partit Demòcrata des de fa temps, es descriu com un gos groc demòcrata i contribueix amb gairebé 40.000 dòlars en donacions polítiques. El 2008, el Comitè Nacional Demòcrata va escollir Burns per produir el vídeo introductori del discurs del senador Ted Kennedy a la Convenció Nacional Demòcrata l'agost de 2008, un vídeo descrit per Politico com un homenatge fet per Burns que el va convertir [Kennedy] com l'Ulisses modern per portar el seu partit a port.
L'agost de 2009, Kennedy va morir i Burns va produir un breu vídeo d'elogi al seu funeral. En donar suport a Barack Obama per a la presidència dels EUA el desembre de 2007, Burns va comparar Obama amb Abraham Lincoln. Va dir que havia planejat ser un col·laborador habitual de Countdown amb Keith Olbermann a Current TV. El 2016, també va pronunciar un discurs de graduació a la Universitat Stanford criticant Donald Trump.
El 2020, Burns va avalar Ed Markey a les primàries demòcrates del Senat de Massachusetts.
El 2023, una fotografia del 2013 de Ken Burns i Clarence Thomas en un esdeveniment de recaptació de fons de Koch Brothers es va fer pública en un article de Pro Publica sobre els vincles del jutge Thomas amb activistes de dreta. Burns va declarar que la trobada va ser una breu trobada social fruit del suport de Charles Koch a la programació de PBS.

## L'efecte Ken Burns
Als seus documentals, Burns algunes vegades els dona vida a les fotografies en acostar-la lentament i donant-li un moviment lent entre un punt i un altre. Per exemple, en una fotografia d'un equip de beisbol, ell podria moure's lentament a través de cares dels jugadors i frenar-se una mica al jugador que el narrador estigués parlant. Això ha estat nomenat «l'efecte Ken Burns».
L'efecte també pot ser usat com una transició entre preses d'imatge. Per exemple, per passar d'una persona en una història a una altra, ell podria obrir la presa amb un acostament a una persona en una fotografia, aquí allunyar-se i apareix l'altra persona en una altra fotografia. Això s'usa especialment quan es cobreixen temes molt vells dels quals no hi ha pel·lícules. L'acostament, allunyament i moviment li donen la sensació de moviment i manté l'espectador visualment entretingut.
Aquesta tècnica s'ha fet coneguda com «L'efecte Ken Burns» (Ken Burns Effect en anglès), i encara que ell no va ser qui va originar la tècnica, ha estat una cosa bàsica per quasi tots els documentals, presentacions i fins estalvi de salvapantalles. A edició de pel·lícules i sistemes d'edició no lineals, com iMovie i iPhoto (d'Apple Inc., que també usa aquest efecte en les seves estalvi de pantalles) en general s'inclou un efecte o transició anomenat «Efecte Ken Burns», amb el qual una imatge pot ser incorporada a una pel·lícula o animació amb l'estil d'acostar, allunyar i moure's.
El terme també ha estat usat d'una forma menys formal per referir-se a una persona que ha augmentat la seva popularitat després d'aparèixer a un documental de Burns. Algunes d'aquestes persona són Shelby Foote i Buck O'Neil.

## Documentals
- Brooklyn Bridge, 1981
- The Shakers: Hands to Work, Hearts to God, 1984
- The Statue of Liberty, 1985
- Huey Long, 1985
- Congress, 1988
- Thomas Hart Benton, 1988
- The Civil War, 1990
- Empire of the Air: The Men Who Made Radio, 1991
- Baseball, 1994
- The West, 1996
- Thomas Jefferson, 1997
- Lewis & Clark: The Journey of the Corps of Discovery, 1997
- Frank Lloyd Wright, 1998
- Not For Ourselves Alone: Elizabeth Cady Stanton and Susan B. Anthony, 1999
- JAZZ, 2001
- Mark Twain, 2001
- Horatio's Drive, 2003
- Unforgivable Blackness: The Rise and Fall of Jack Johnson, 2004
- The War, 2007
- America’s Best Idea: Our National Parks, 2009
- Jackie Robinson, 2016

## Pel·lícules
- William Segal, 1992
- Vézelay, 1996
- In the Marketplace, 2000